# Papraćane
Prapaqan en albanais et Papraćane en serbe latin (en serbe cyrillique : Папраћане) est une localité du Kosovo située dans la commune/municipalité de Deçan/Dečani, district de Gjakovë/Đakovica (Kosovo) ou de Pejë/Peć (Serbie). Selon le recensement kosovar de 2011, elle compte 740 habitants.
Le village est également connu sous le nom albanais de Prapaçan.

## Histoire
Dans le village, la tour-résidence de Ram Shaban, qui date du XIXe siècle, est mentionnée par l'Académie serbe des sciences et des arts et inscrite la liste des monuments culturels du Kosovo.

## Démographie

### Évolution historique de la population dans la localité
| 1948 | 1953 | 1961 | 1971 | 1981 | 1991  | 2011 |
| ---- | ---- | ---- | ---- | ---- | ----- | ---- |
| 351  | 469  | 563  | 621  | 928  | 1 087 | 740  |

|  |

### Répartition de la population par nationalités (2011)
En 2011, les Albanais représentaient 94,05 % de la population.